# 路易斯安那州议会
路易斯安那州议会（英語：Louisiana State Legislature）是美国路易斯安那州的立法机关。路易斯安那州议会为兩院制，分为路易斯安那众议院和路易斯安那州参议院。路易斯安那众议院为下院，有105个席位；路易斯安那州参议院为上院，有39个席位。